# La Fayette (Illinois)
La Fayette es una villa ubicada en el condado de Stark en el estado estadounidense de Illinois. En el Censo de 2010 tenía una población de 223 habitantes y una densidad poblacional de 455,56 personas por km².

## Geografía
La Fayette se encuentra ubicada en las coordenadas 41°6′35″N 89°58′25″O / 41.10972, -89.97361. Según la Oficina del Censo de los Estados Unidos, La Fayette tiene una superficie total de 0.49 km², de la cual 0.49 km² corresponden a tierra firme y (0%) 0 km² es agua.

## Demografía
Según el censo de 2010, había 223 personas residiendo en La Fayette. La densidad de población era de 455,56 hab./km². De los 223 habitantes, La Fayette estaba compuesto por el 94.62% blancos, el 0% eran afroamericanos, el 1.35% eran amerindios, el 0% eran asiáticos, el 0% eran isleños del Pacífico, el 0% eran de otras razas y el 4.04% pertenecían a dos o más razas. Del total de la población el 1.79% eran hispanos o latinos de cualquier raza.